# Juno Awards 2018
Die Juno Awards 2018 wurden vom 24. bis 25. März 2018 in Vancouver, British Columbia verliehen. Die Fernsehübertragung fand in der Rogers Arena statt. In Vancouver  wurden bereits die Juno Awards 1991, 1998 und 2009 vergeben. Michael Bublé war Moderator der Veranstaltung, nachdem er im letzten Jahr absagen musste, da sein Sohn an Krebs erkrankte. Die Nominierungen wurden am 6. Februar 2018 verkündet.
Mit dem Juno Award for Comedy Album of the Year wurde eine Kategorie wiedereingeführt, die zuletzt 1984 verliehen wurde. Auch kehrte die Liveübertragung zurück auf den Sender CBC Television, nachdem er die Jahre vorher bei CTV ausgestrahlt wurde.

## Wahl des Ortes
Im September 2015 verkündete die Capital Region Music Awards Society in Victoria, British Columbia ihre Absicht die 2018er Veranstaltung auszurichten. Victoria versuchte es bereits 2014, doch stattdessen wurde Winnipeg ausgewählt. Im April 2016 untersuchten verschiedene Gruppen in Edmonton die Möglichkeit die Junos dort zu veranstalten. Edmonton war zuletzt 2004 Austragungsort.
Im April 2017 wurde schließlich Vancouver ausgewählt. Am 19. April 2017 wurde bekannt gegeben, dass CBC Television wieder die Liveübertragung senden würde. CBC hatte zuletzt 2001 die Awards übertragen.

## Veranstaltungen
Jann Arden und Bob Rock traten beim Songwriters’ Circle am 25. März auf, die kurz vor der Hauptveranstaltung stattfand. Die Benefizveranstaltung Juno Cup zwischen Musikern und ehemaligen NHL-Spielern wurde am 23. März im Bill Copeland Sports Centre in Burnaby abgehalten.

## Auftritte
Während der Hauptverleihung traten unter anderem Jessie Reyez, Arkells, Daniel Caesar, Lights, Arcade Fire, Dallas Green und Sarah Harmer auf. Ursprünglich sollte auch die kanadische Pop-Rock-Band Hedley auftreten, sagten aber ihren Auftritt ab, als Vorwürfe der sexuellen Belästigung gegen sie laut wurden. Auch ihre Nominierungen legten sie im Zuge der Vorwürfe nieder.
| Künstler                                                                                | Lieder                                              |
| Hauptshow                                                                               | Hauptshow                                           |
| --------------------------------------------------------------------------------------- | --------------------------------------------------- |
| Arcade Fire                                                                             | Everything Now                                      |
| The Jerry Cans                                                                          | Ukiuq                                               |
| Shawn Hook & the B.C. Youth Chinese Orchestra                                           | Reminding Me                                        |
| Lights                                                                                  | Giants                                              |
| Daniel Caesar                                                                           | Freudian We Find Love                               |
| Northern Touch All-Stars: Checkmate, Choclair, Misfit, Kardinal Offishall, Red1, Thrust | Northern Touch                                      |
| Sarah Harmer City and Colour Kevin Hearn                                                | Tribute to Gord Downie Introduce Yerself Bobcaygeon |
| Arkells                                                                                 | Knocking at the Door                                |
| Diana Krall & Michael Bublé                                                             | L-O-V-E                                             |
| Jessie Reyez & Daniel Caesar                                                            | Figures, a Reprise                                  |
| Barenaked Ladies with Steven Page                                                       | One Week If I Had $1000000                          |

## Moderatoren

### Hauptshow
- Michael Bublé – präsentierte Arcade Fire
- Andrea Bang (von Kim’s Convenience) und Mark McMorris (Snowboarder) – präsentierten R&B/Soul Recording of The Year
- Mélanie Joly (Canadian Heritage Minister) und Jasmyn Burke (Weaves) – präsentierten Breakthrough Artist of the Year
- Buffy Sainte-Marie und Grimes – präsentierten Lights
- Northern Touch All-Stars: Rascalz, Checkmate, Kardinal Offishall, Thrust und Choclair – präsentierten Rap Recording of The Year und Daniel Caesar
- Kevin Drew und Pearl Wenjack – präsentierten Sarah Harmer and City and Colour für den Gord Downie Tribute
- Geddy Lee – präsentierten the Barenaked Ladies für die Aufnahme in die Canadian Music Hall of Fame
- Jann Arden und Bob Rock – präsentierten Album of The Year und Michael Bublé
- Michael Bublé – präsentierte Diana Krall
- Ruth B, Scott Helman und Charlotte Cardin – präsentierten den  Fan Choice Award
- Ria Mae und Tyler Connolly (Tyler) – präsentierten Artist of The Year

(Quelle:)

## Nominierte und Gewinner
Barenaked Ladieswurden in diesem Jahr in die Canadian Music Hall of Fame aufgenommen. Ihr Ex-Mitglied Steven Page schloss sich für den Abend der Band an und spielte mit ihnen zwei Songs. Die Laudatio übernahm Geddy Lee von Rush.
Denise Donlon, ehemalige Offizielle von MuchMusic und ehemalige Präsidentin von Sony Music Canada, erhielt den Walt Grealis Special Achievement Award für ihre herausragende Leistung für die kanadische Musikindustrie.
Gary Slaight erhielt den Humanitarian Award. Er und sein Vater gründeten die Slaight Family Foundation, die die Musikindustrie und die Künstlerentwicklung fördert und sich um Gesundheitsversorgung und andere soziale Projekte kümmert. Seit diesem Jahr wird der Humanitarian Award nicht mehr nach Allan Waters benannt. Slaight erhielt bereits den Walt Grealis Special Achievement Award bei den Juno Awards 2012.

### Personen
| Artist of the Year | Group of the Year |
| --- | --- |
| Gord Downie - Daniel Caesar - Lights - Ruth B - Shania Twain | A Tribe Called Red - Alvvays - Arcade Fire - Broken Social Scene - Hedley – Nominierung zurückgezogen |
| Breakthrough Artist of the Year | Breakthrough Group of the Year |
| Jessie Reyez - Allan Rayman - Charlotte Cardin - Nav - Virginia to Vegas | The Beaches - James Barker Band - The Dead South - The Franklin Electric - The Jerry Cans |
| Fan Choice Award | Songwriter of the Year |
| Shawn Mendes - Alessia Cara - Arkells - Jessie Reyez - Justin Bieber - Shawn Hook - The Weeknd - Theory - Walk Off the Earth - Hedley – Nominierung zurückgezogen | Gord Downie und Kevin Drew – A Natural, Introduce Yerself, The North aus Introduce Yerself von Gord Downie - Amelia Curran – Come Back for Me, Watershed, Try aus Watershed von Amelia Curran - Charlotte Cardin – Main Girl, Paradise Motion, The Kids aus Main Girl von Charlotte Cardin - Rose Cousins – Chosen, Grace (Co-Songwriter Mark Erelli), White Flag (Co-Songwriter KS Rhoads) aus Conclusion von Rose Cousins - Scott Helman – 21 Days (Co-Songwriters Simon Wilcox, Thomas Tawgs Salter, Michael J. Wise, Ron Lopata), It's Kinda Complicated (Co-Songwriters Thomas Tawgs Salter, Todd Clark, Ron Lopata), PDA (Co-Songwriters Simon Wilcox, Thomas Tawgs Salter, Ron Lopata) aus Hôtel de Ville by Scott Helman |
| Producer of the Year | Recording Engineer of the Year |
| Diana Krall – L-O-V-E, Night and Day (Diana Krall) - Brian Howes and Jason Van Poederooyen – Better Days (Hedley), The Drugs (Mother Mother) - Felix Cartal – Get What You Give, Drifting Away (Felix Cartal) - Jordan Evans und Matthew Burnett – Get You (Daniel Caesar feat. Kali Uchis), We Find Love (Daniel Caesar) - Tawgs Salter – PDA (Scott Helman) | Riley Bell – Get You (Daniel Caesar feat. Kali Uchis), We Find Love (Daniel Caesar) - Ben Kaplan – Widowmaker (Five Alarm Funk), Speak (Ninjaspy) - Eric Ratz – Knocking at the Door (Arkells), My Little RnR (Danko Jones) - Gus van Go – Paradise (Terra Lightfoot), Boys Like You (Whitehorse) - Shawn Everett – Slip Away (Perfume Genius), Pain (The War on Drugs) |

### Alben
| Album of the Year | Adult Alternative Album of the Year |
| --- | --- |
| Arcade Fire, Everything Now - Johnny Reid, Revival - Michael Bublé, Nobody But Me - Ruth B, Safe Haven - Shania Twain, Now | Gord Downie, Introduce Yerself - Leif Vollebekk, Twin Solitude - Terra Lightfoot, New Mistakes - Timber Timbre, Sincerely, Future Pollution - Whitehorse, Panther in the Dollhouse |
| Adult Contemporary Album of the Year | Alternative Album of the Year |
| Michael Bublé, Nobody But Me - Alysha Brilla, Rooted - Johnny Reid, Revival - Nuela Charles, The Grand Hustle - The Tenors, Christmas Together | Alvvays, Antisocialites - Arcade Fire, Everything Now - Land of Talk, Life After Youth - Tanya Tagaq, Retribution - Weaves, Wide Open |
| Blues Album of the Year | Children’s Album of the Year |
| MonkeyJunk, Time to Roll - Big Dave McLean, Better the Devil You Know - Downchild, Something I've Done - Steve Strongman, No Time Like Now - Williams, Wayne and Isaak, Big City, Back Country Blues | Fred Penner, Hear the Music - Big Block SingSong, Greatest Hits, Vol. 3 - Bobs & LoLo, Blue Skies - Splash’N Boots, Love, Kisses and Hugs - The Moblees, The Moblees |
| Classical Album of the Year – Solo or Chamber Ensemble | Classical Album of the Year – Large Ensemble or Soloist(s) with Large Ensemble Accompaniment |
| Janina Fialkowska, Chopin Recital 3 - ARC Ensemble, Chamber Works by Szymon Laks - David Jalbert, Stravinsky & Prokofiev: Transcriptions pour piano - James Ehnes with Andrew Armstrong, Beethoven: Violin Sonatas Nos. 6 & 9 Kreutzer - Louis Lortie, Louis Lortie Plays Chopin, Vol. 5 | Jan Lisiecki with NDR Elbphilharmonie Orchestra, Chopin: Works for Piano & Orchestra - Arion Orchestre Baroque, Rebelles Baroques - James Ehnes with Royal Liverpool Philharmonic, Beethoven & Schubert: Violin Concerto - Johannes Moser with Orchestre de la Suisse Romande, Elgar & Tchaikovsky - Winnipeg Symphony Orchestra with Nunavut Sivuniksavut, The Shaman & Arctic Symphony |
| Classical Album of the Year – Vocal or Choral Performance | Contemporary Christian/Gospel Album of the Year |
| Barbara Hannigan with Ludwig Orchestra, Crazy Girl Crazy - Daniel Taylor with The Trinity Choir, The Tree of Life - Gerald Finley with Bergen Philharmonic Orchestra, In the Stream of Life: Songs by Sibelius - Isabel Bayrakdarian with Coro Vox Aeterna, Mother of Light: Armenian Hymns & Chants in Praise of Mary - Philippe Sly and John Charles Britton, Schubert Sessions: Lieder with Guitar | The Color, First Day of My Life - Jon Neufeld, We Are Free - Love & the Outcome, These Are the Days - Manafest, Stones - Matt Maher, Echoes |
| Country Album of the Year | Electronic Album of the Year |
| James Barker Band, Game On - Dean Brody, Beautiful Freakshow - High Valley, Dear Life - Jess Moskaluke, Past the Past - Tim Hicks, Shake These Walls | Rezz, Mass Manipulation - Blue Hawaii, Tenderness - CRi, Someone Else - Dabin, Two Hearts - Kid Koala feat. Emiliana Torrini, Music to Draw to: Satellite |
| Francophone Album of the Year | Indigenous Music Album of the Year |
| Daniel Bélanger, Paloma - Alex Nevsky, Nos Eldorados - Klô Pelgag, L'Étoile thoracique - Patrice Michaud, Almanach - Pierre Lapointe, La Science du cœur | Buffy Sainte-Marie, Medicine Songs - DJ Shub, PowWowStep - Indian City, Here & Now - Iskwé, The Fight Within - Kelly Fraser, Sedna |
| Instrumental Album of the Year | International Album of the Year |
| Do Make Say Think, Stubborn Persistent Illusions - Five Alarm Funk, Sweat - Kristofer Maddigan, Cuphead - Oktopus, Hapax - Peregrine Falls, Peregrine Falls | Kendrick Lamar, DAMN. - Bruno Mars, 24K Magic - Ed Sheeran, ÷ - Post Malone, Stoney - Taylor Swift, Reputation |
| Jazz Album of the Year – Solo | Jazz Album of the Year – Group |
| Mike Downes, Root Structure - Brad Cheeseman, The Tide Turns - Chet Doxas, Rich in Symbols - Hilario Durán, Contumbao - Ralph Bowen, Ralph Bowen | David Braid, Mike Murley, Anders Mogensen and Johnny Aman, The North - Andrew Downing's Otterville, Otterville - Carn Davidson 9, Murphy - Christine Jensen and Ingrid Jensen, Infinitude - Ernesto Cervini's Turboprop, Rev |
| Vocal Jazz Album of the Year | Metal/Hard Music Album of the Year |
| Diana Krall, Turn Up the Quiet - Bria Skonberg, With a Twist - Kellylee Evans, Come On - Matt Dusk, Old School Yule - Michael Kaeshammer, No Filter | Anciients, Voice of the Void - Archspire, Relentless Mutation - Longhouse, II: Vanishing - METZ, Strange Peace - Striker, Striker |
| Pop Album of the Year | Rock Album of the Year |
| Lights, Skin & Earth - Ria Mae, My Love - Ruth B, Save Haven - Scott Helman, Hôtel de Ville - Hedley, Cageless – Nominierung zurückgezogen | The Glorious Sons, Young Beauties and Fools - Big Wreck, Grace Street - Death from Above, Outrage! Is Now - Nickelback, Feed the Machine - Theory, Wake Up Call |
| Contemporary Roots Album of the Year | Traditional Roots Album of the Year |
| Bruce Cockburn, Bone on Bone - Amelia Curran, Watershed - Buffy Sainte-Marie, Medicine Songs - The Jerry Cans, Inuusiq - The Weather Station, The Weather Station | The Dead South, Illusion & Doubt - Cassie and Maggie, The Willow Collection - Còig, Rove - Jayme Stone, Jayme Stone's Folklife - The East Pointers, What We Leave Behind |
| World Music Album of the Year | Comedy Album of the Year |
| Kobo Town, Where the Galleon Sank - Autorickshaw, Meter - The Battle of Santiago, La Migra - Beny Esguerra and New Tradition, A New Tradition Vol. 2: Return of the KUISi - Briga, Femme | Ivan Decker, I Wanted to Be a Dinosaur - Charlie Demers, Fatherland - D.J. Demers, [Indistinct Chatter] - K. Trevor Wilson, Sorry! (A Canadian Album) - Rebecca Kohler, In Living Kohler |

### Lieder
| Single of the Year | Classical Composition of the Year |
| --- | --- |
| Shawn Mendes, There's Nothing Holdin' Me Back - Arcade Fire, Everything Now - Arkells, Knocking at the Door - Alessia Cara, How Far I’ll Go - The Weeknd, I Feel It Coming                          | Jocelyn Morlock, My Name is Amanda Todd - Alice Ping Yee Ho, Cœur à Cœur - Andrew Staniland, Phi, Caelestis - James Rolfe, Breathe - Vincent Ho, The Shaman |
| Dance Recording of the Year | R&B/Soul Recording of the Year |
| Nick Fiorucci feat. Laurell, Closer - DVBBS feat. Gia Koko and CMC$, Not Going Home - Felix Cartal, Get What You Give - KAPRI, Deeper - Sultan & Shepard (featuring Nadia Ali and IRO), Almost Home | Daniel Caesar, Freudian - Jahkoy, Foreign Water - Jessie Reyez, Kiddo - Jhyve, Human - Keshia Chanté, Unbound 01                                            |
| Rap Recording of the Year | Reggae Recording of the Year |
| Tory Lanez, Shooters - Belly, Mumble Rap - Clairmont the Second, Lil Mont From the Ave - Lou Phelps, 001: Experiments - Maestro Fresh Wes, Coach Fresh                                              | Kirk Diamond, Greater - Ammoye, The Light - Blessed, Hold Up Slow Down - Eyesus, Neva Judge - K'Coneil feat. Kreesha Turner, Love How You Whine             |

### Weitere
| Album Artwork of the Year | Video of the Year |
| --- | --- |
| Marianne Collins, Ian Ilavsky and Steve Farmer – Stubborn Persistent Illusions, Do Make Say Think - Catherine Lepage and Simon Rivest – Everything Now, Arcade Fire - Geneviève Lapointe and Martin Tremblay – Coconut Christmas, The Lost Fingers - Jean-Sébastien Denis, Ian Ilavsky and Guy L'Heureux – Mechanics of Dominion, Esmerine - Keaven Yazdani, Sean Brown and Éric Lachance – Freudian, Daniel Caesar | Claire Boucher – Venus Fly, Grimes - Christopher Mills – Leaving the Table, Leonard Cohen - Emma Higgins – The Drugs, Mother Mother - Peter Huang – Gatekeeper, Jessie Reyez - Shane Cunningham and Mark Myers – Knocking at the Door Arkells |